# Pedro de Tapia
Pedro de Tapia (Villoria, 16 de marzo de 1582-Sevilla, 25 de agosto de 1657) fue un filósofo, teólogo y religioso dominico español que ocupó los cargos de obispo de Segovia (1641-1645), de Sigüenza (1645-1649) y de Córdoba (1649-1652), y arzobispo de Sevilla (1652-1657). Destacó por su importante mecenazgo repartido por las diócesis y conventos que recorrió, entre los que figuran la puerta del Claustro de los Reyes del convento de San Esteban de Salamanca o la reja de la catedral de Sigüenza.

## Biografía
Nació en Villoria (Salamanca) el 16 de marzo de 1582, siendo sus padres el licenciado Diego Altanero e Isabel Rodríguez de Tapia, de quien tomó el apellido. Siendo muy joven se trasladó a la Universidad de Salamanca para estudiar gramática, artes, leyes y cánones hasta el año 1598, que ingresó en el convento dominico de San Esteban, donde recibió hábitos en 1601, un año antes de que lo hiciera Francisco de Araujo, quien ocuparía después algunos de sus cargos, entre ellos la diócesis de Segovia. Allí impartió clases de filosofía en 1607 hasta 1618, que comenzó a aplicar su enseñanza en teología en los conventos de Santo Domingo de Plasencia, Santo Domingo el Real de Segovia y Santo Domingo de Silos de Toledo, donde consiguió el grado de doctor.
En 1617 y 1620 realizó visitas a la Universidad de Alcalá, como reformador.
Desde el año 1623 ocupó la cátedra de vísperas en la Universidad de Alcalá, y a partir de 1630 la prima de teología, ambas fundadas por el duque de Lerma. En 1640 fue nombrado obispo de Segovia, cargo del que tomó posesión el 15 de junio de 1641, aportando para la fábrica de la catedral de Segovia 162.500 maravedíes.
En 1645 fue trasladado a la diócesis de Sigüenza, donde financió la reja de la catedral. Cuando los territorios del Reino de Aragón se negaron a contribuir para la guerra contra Francia, Felipe IV de España lo envió como mediador, llevando a cabo la tarea con éxito. El Conde-duque de Olivares solicitó su ayuda financiera, y éste le ofreció toda la plata excedente en su iglesia, con la condición de que los nobles hicieran lo mismo. Gobernó la diócesis hasta el año 1649, en que fue promovido obispo de Córdoba. Ayudó en ella con motivo de la peste, y consiguió que la nobleza de la ciudad contribuyera en la causa. Como mecenas en la ciudad, encargó al pintor Antonio del Castillo y Saavedra la decoración de la denominada puerta del Perdón de la catedral de Córdoba.
Fue nombrado arzobispo de Valencia y de Santiago de Compostela, y tras negarse fue obligado a aceptar una tercera propuesta, la Archidiócesis de Sevilla, de la cual tomó posesión en 1653. Fundó en la ciudad un hospicio, y se encargó de depurar a los clérigos deshonestos. Su episodio más famoso lo protagonizó cuando el Consejo de Castilla pretendió cobrar unos impuestos sin que la iglesia pudiera negociarlos. Por ello excomulgó nominatim a los cobradores, ganando el caso y recibiendo el apodo de azote de las regalías.
Falleció el 25 de agosto de 1657 en Sevilla, en cuya catedral yace sepultado, y pocos años después se inició su proceso de beatificación. Su amigo el duque de Medinaceli se hizo cargo de que perdurase su memoria, pero lamentablemente se han perdido casi todos sus escritos, excepto el Cathena moralis doctrinae.
| Predecesor: Mendo de Benavides              | Obispo de Segovia 1641-1645    | Sucesor: Pedro de Neila Bravo       |
| Predecesor: Fernando de Andrade y Sotomayor | Obispo de Sigüenza 1645-1649   | Sucesor: Bartolomé Santos de Risoba |
| Predecesor: Domingo Pimentel de Zúñiga      | Obispo de Córdoba 1649-1652    | Sucesor: Antonio Valdés Herrera     |
| Predecesor: Domingo Pimentel de Zúñiga      | Arzobispo de Sevilla 1652-1657 | Sucesor: Pedro de Urbina y Montoya  |